# Theodor von dem Bussche
Friedrich August Theodor von dem Bussche-Lohe (* 25. August 1791 in Hannover; † 13. März 1855 ebenda) war ein deutscher Jurist, Hofbeamter und Theaterintendant.

## Leben
Da sein Vater früh verstarb, waren 1809 der Landschaftsdirektor von Lenthe in Celle und 1811 der Commerzrath Baring in Hannover seine Vormünder. Er besuchte von 1806 bis 1809 die Ritterakademie Lüneburg und begann im Oktober 1810 sein Studium der Rechtswissenschaften an der Universität Heidelberg. Ab Ostern 1811 setzte er sein Studium bis 1812 an der Universität Göttingen fort und schloss mit der Promotion zum Dr. jur. ab.
Laut dem Adreßbuch der königlichen Residenzstadt Hannover war von dem Bussche, der 1842 in der Friedrichstraße 409 wohnte, königlicher Kammerherr in Hannover und Intendant am Hoftheater Hannover, wo er mehrfach wirkte. Auf seine erste Amtszeit folgte 1842 als Intendant Ernst von Meding, den er seinerseits 1845 wieder ablöste.

## Auszeichnungen
- Guelphenorden (1841 Kommandeur 2. Klasse, 1851 Kommandeur 1. Klasse)
- Kriegsdenkmünze 1813 (Hannover)